# Giovanni Ceccarelli
Giovanni Ceccarelli (* 25. November 1967 in Fabriano) ist ein italienischer Jazzmusiker (Piano, Komposition).

## Leben und Wirken
Ceccarelli stammt aus einer musikbegeisterten Familie; sein Vater war in seiner Jugend Amateurmusiker und organisierte Konzerte mit klassischer Musik. Im Alter von sieben Jahren begann er Klavierunterricht zu nehmen. Mit dreizehn Jahren entdeckte er den Jazz, als er Aufnahmen von Thelonious Monk und Bill Evans aus der Sammlung seines Vaters hörte. Erst als Erwachsener begann er aber eine Karriere als Berufsmusiker einzuschlagen. Als Autodidakt brachte er sich selbst das Improvisieren bei, später nahm er auch Unterricht bei Enrico Pieranunzi, Rita Marcotulli und Franco D’Andrea, beschäftigte sich aber auch mit nordindischer Musik.
Die ersten Jahre seiner Musikerlaufbahn arbeitete Ceccarelli vor allem an der Seite von Musikern wie Massimo Urbani (The Nights of the Beuscher), Tiziana Ghiglioni, Enrico Rava, Paolo Fresu und Tony Scott; diese Zusammenarbeit prägte ihn musikalisch. 1998 veröffentlichte er mit dem amerikanischen Pianisten Eddie Wied (1925–2007) das Album The Street Dancer bei Philology. Weiterhin begleitete er Benny Golson, Kenny Wheeler, Amii Stewart, Nancy King, Mark Murphy, Arnoldo Foà, später auch Maria Pia De Vito, David Linx und Camille Bertault.
Ab 2008 konzentrierte Ceccarelli sich verstärkt auf eigene Projekte als Pianist und Komponist. Er gab Konzerte in zahlreichen Clubs, Theatern und Festivals in Europa, Asien, Nord- und Südamerika und Australien. Nach Alben mit Daniele di Bonaventura und Fabrizio Cecca entstand mit seinem Trio und eigenen Kompositionen das Album Météores (2011). Mit seinem eigenen Quartett, bestehend aus dem Saxophonisten Christophe Panzani, dem Bassisten Nicolas Rageau und dem Schlagzeuger Antoine Paganotti, hat er ein Album mit eigenen Werken aufgenommen. 2010 produzierte er mit dem Bassisten Ferruccio Spinetti das Album InventaRio mit dem brasilianischen Musiker Dadi Carvalho und Francesco Petreni am Schlagzeug sowie Gästen wie Marisa Monte, Pacifico, Ivan Lins und Petra Magoni. Bei Blue Note Records erschien das Album InventaRio incontra Ivan Lins, auf der Lins mit der Gruppe InventaRio seine ins Italienische übersetzten Lieder interpretierte (die CD war 2014 für einen Latin Grammy nominiert). Mit di Bonaventura entstanden die Alben Mare Calmo (2015) und Eu Te Amo (2018); mit Spinetti folgte das Album More Morricone (2021).
Ceccarelli hat zudem mit Lee Konitz die Quartett-Alben At the New Mississippi Jazz Club (2002) und Waxin’ in Camerino (2011) mit Standards eingespielt. Mit der Sängerin Fabrizia Barresi entstand das Duoalbum Feedin’ Inner Urges. Er ist auch auf Aufnahmen mit dem Enrico Bracco Quartet und auf zwei Alben mit Ada Montellanico zu hören.